# Norbert Tiemann

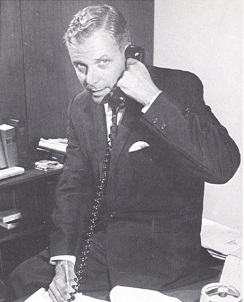
Norbert T. Tiemann

Norbert Theodore Tiemann (ur. 18 lipca 1924 w Minden, Nebraska, zm. 19 czerwca 2012 w Dallas) – amerykański polityk, gubernator stanu Nebraska z ramienia Partii Republikańskiej.
Służył wojskowo w czasie II wojny światowej na Pacyfiku, w latach 50. był w Korei. W 1949 ukończył University of Nebraska z bakalaureatem nauk. Był przez trzy kadencje burmistrzem miasta Wausa (Nebraska). W 1966 wybrany został na gubernatora stanu, funkcję pełnił przez jedną kadencję (1967–1971). Przeprowadził m.in. reformę systemu stanowych wydatków publicznych i systemu podatkowego. W walce o reelekcję w 1970 przegrał z Jamesem Exonem. Przez kilka lat pracował w firmie inwestycyjnej w Lincoln, potem wyjechał z Nebraski; był związany zawodowo z federalną administracją dróg publicznych.
Był żonaty, miał czworo dzieci.

## Źródła i linki zewnętrzne
- National Governors Association (dostęp: 26 czerwca 2012)
- Nelson Lampe, Former Nebraska Gov. Norbert Tiemann dead at 87, "San Antonio Express-News", 20 czerwca 2012 (dostęp: 26 czerwca 2012)